# Droga krajowa nr 6 (Polska)
Droga krajowa nr 6 – droga krajowa klasy A, S oraz GP w północnej części kraju prowadząca od granicy z Niemcami w Kołbaskowie (dawne przejście graniczne Kołbaskowo-Pomellen) do Rusocina koło Pruszcza Gdańskiego o długości ok. 350 km. Droga nr 6 przebiega przez województwa zachodniopomorskie i pomorskie. Jest połączeniem niezbędnym dla ruchu osobowo-towarowego między dwoma najważniejszymi ośrodkami miejskimi w północnej Polsce, tzn. Szczecinem wraz z aglomeracją oraz Trójmiastem.

## Historia numeracji
Na przestrzeni lat trasa posiadała różne oznaczenia:
| Numer | Numer | Przebieg | Lata obowiązywania                                       | Źródło | Uwagi |
| ----- | ----- | --- | -------------------------------------------------------- | --- | --- |
| E74   | E74   | granica państwa – Kołbaskowo – Szczecin                                                                                               | 1962 – 1985                                              | - Mapa samochodowa Polski 1:1 000 , Warszawa: Państwowe Przedsiębiorstwo Wydawnictw Kartograficznych, 1962. Brak numerów stron w książce - Atlas samochodowy Polski 1:500 000. Wyd. IV. Warszawa: Państwowe Przedsiębiorstwo Wydawnictw Kartograficznych, 1965. Brak numerów stron w książce - Samochodowy atlas Polski 1:500 000. Wyd. IX. Warszawa: Państwowe Przedsiębiorstwo Wydawnictw Kartograficznych, 1984. Brak numerów stron w książce | • na mapach odcinek granica – Szczecin – Rzęśnica oznaczany jako autostrada, fragment historycznej Berlinki • nieznane oznaczenie krajowe                 |
| 52    | E14   | Szczecin – Rzęśnica – Goleniów | • krajowy: 1952 (?) – 1986 • międzynarodowy: 1962 – 1985 | - Mapa samochodowa Polski 1:1 000 , Warszawa: Państwowe Przedsiębiorstwo Wydawnictw Kartograficznych, 1962. Brak numerów stron w książce - Atlas samochodowy Polski 1:500 000. Wyd. IV. Warszawa: Państwowe Przedsiębiorstwo Wydawnictw Kartograficznych, 1965. Brak numerów stron w książce - Samochodowy atlas Polski 1:500 000. Wyd. IX. Warszawa: Państwowe Przedsiębiorstwo Wydawnictw Kartograficznych, 1984. Brak numerów stron w książce | |
| 52    | 52    | Goleniów – Nowogard – Płoty – Karlino – Koszalin – Sławno – Słupsk – Lębork – Wejherowo – Gdynia – Sopot – Gdańsk                     | 1952 (?) – 1986                                          | - Mapa samochodowa Polski 1:1 000 , Warszawa: Państwowe Przedsiębiorstwo Wydawnictw Kartograficznych, 1962. Brak numerów stron w książce - Atlas samochodowy Polski 1:500 000. Wyd. IV. Warszawa: Państwowe Przedsiębiorstwo Wydawnictw Kartograficznych, 1965. Brak numerów stron w książce - Samochodowy atlas Polski 1:500 000. Wyd. IX. Warszawa: Państwowe Przedsiębiorstwo Wydawnictw Kartograficznych, 1984. Brak numerów stron w książce | |
| A6    | E28   | granica państwa – Kołbaskowo – Szczecin                                                                                               | • krajowy: od 14 II 1986 • międzynarodowy: od 1985       | - Uchwała nr 192 Rady Ministrów z dnia 2 grudnia 1985 r. w sprawie zaliczenia dróg do kategorii dróg krajowych (M.P. z 1986 r. nr 3, poz. 16) - Polska: atlas samochodowy 1:300 000. Wyd. pierwsze. Warszawa: Polskie Przedsiębiorstwo Wydawnictw Kartograficznych, 1992. ISBN 83-7000-080-0. Brak numerów stron w książce - Polska: mapa samochodowa 1:700 000, wyd. 1, Szczecin: Wydawnictwo Kartograficzne KOMPAS, 1996–1997, ISBN 83-904373-2-5. Brak numerów stron w książce - Polska: mapa samochodowa 1:700 000, wyd. II Zmienione i poprawione, Szczecin: Wydawnictwo Kartograficzne KOMPAS, 1997–1998, ISBN 83-904373-3-3. Brak numerów stron w książce - Rozporządzenie Rady Ministrów z dnia 15 grudnia 1998 r. w sprawie ustalenia wykazu dróg krajowych i wojewódzkich (Dz.U. z 1998 r. nr 160, poz. 1071) - Polska: atlas samochodowy 1:200 000 dla profesjonalistów. Warszawa: Dom Wydawniczy PWN, 2017. ISBN 978-83-7705-978-4. Brak numerów stron w książce | w latach 1986 – 2000 A6 była osobną arterią |
| 6     | E28   | Szczecin – Goleniów – Nowogard – Płoty – Koszalin – Sławno – Słupsk – Lębork – Wejherowo – Reda – Gdynia – Gdańsk – Straszyn – Łęgowo | • krajowy: od 14 II 1986 • międzynarodowy: od 1985       | - Uchwała nr 192 Rady Ministrów z dnia 2 grudnia 1985 r. w sprawie zaliczenia dróg do kategorii dróg krajowych (M.P. z 1986 r. nr 3, poz. 16) - Polska: atlas samochodowy 1:300 000. Wyd. pierwsze. Warszawa: Polskie Przedsiębiorstwo Wydawnictw Kartograficznych, 1992. ISBN 83-7000-080-0. Brak numerów stron w książce - Polska: mapa samochodowa 1:700 000, wyd. 1, Szczecin: Wydawnictwo Kartograficzne KOMPAS, 1996–1997, ISBN 83-904373-2-5. Brak numerów stron w książce - Polska: mapa samochodowa 1:700 000, wyd. II Zmienione i poprawione, Szczecin: Wydawnictwo Kartograficzne KOMPAS, 1997–1998, ISBN 83-904373-3-3. Brak numerów stron w książce - Rozporządzenie Rady Ministrów z dnia 15 grudnia 1998 r. w sprawie ustalenia wykazu dróg krajowych i wojewódzkich (Dz.U. z 1998 r. nr 160, poz. 1071) - Polska: atlas samochodowy 1:200 000 dla profesjonalistów. Warszawa: Dom Wydawniczy PWN, 2017. ISBN 978-83-7705-978-4. Brak numerów stron w książce | • w 2000 roku do przebiegu włączono odcinek oznaczany jako autostrada A6 • lokalne zmiany przebiegu spowodowane oddawaniem do użytku drogi ekspresowej S6 |

## Dopuszczalny nacisk na oś
Na całej długości drogi dopuszczalny jest ruch pojazdów o nacisku pojedynczej osi do 11,5 tony.

### Historia
Poniższa tabela przedstawia jak we wcześniejszych latach kształtowało się dopuszczenie ruchu ciężkiego na drodze pod względem nacisku na oś:
| Znak          | Dopuszczalny nacisk | Lata obowiązywania | Odcinek |
| ------------- | ------------------- | ------------------ | --- |
| Tabliczka DK6 | do 11,5 tony        | 2004–2005          | - Kołbaskowo – Szczecin - Gdynia Chylonia – Rusocin (obwodowa Trójmiasta)                                                                         |
| Tabliczka DK6 | do 11,5 tony        | 2005–2010          | - granica państwa – Kołbaskowo – Szczecin - Gdynia Chylonia – Gdańsk – Straszyn – Łęgowo (obwodowa Trójmiasta)                                    |
| Tabliczka DK6 | do 11,5 tony        | 2010–2012          | - granica państwa – Kołbaskowo – Szczecin – Goleniów 3 - Gdynia 468 – Gdańsk – Straszyn – Łęgowo 226                                              |
| Tabliczka DK6 | do 11,5 tony        | 2012–2017          | - granica państwa – Kołbaskowo – Szczecin – Goleniów – Płoty – Słowenkowo - Sławno – Słupsk – Lębork – Reda – Gdynia – Gdańsk – Straszyn – Łęgowo |
| Tabliczka DK6 | do 11,5 tony        | od 2017            | cała droga |
| [ a ]         | do 10 ton           | 2003–2005          | granica państwa – Kołbaskowo – Szczecin – Goleniów – Płoty – Koszalin – Słupsk – Lębork – Reda – Gdynia – Gdańsk – Straszyn – Łęgowo              |
| [ a ]         | do 10 ton           | 2005–2010          | Goleniów – Płoty – Koszalin – Słupsk – Lębork – Reda – Gdynia                                                                                     |
| [ a ]         | do 10 ton           | 2010–2012          | Goleniów 3 – Płoty – Koszalin – Słupsk – Lębork – Reda – Gdynia 468                                                                               |
| [ a ]         | do 10 ton           | 2012–2017          | Słowenkowo 162 – Koszalin – Sławno 205 |

## Autostrada A6
Na odcinku granica państwa – Kołbaskowo – Kijewo – Szczecin Dąbie – Rzęśnica droga posiada status autostrady A6.

## Droga ekspresowa S6
Na odcinkach: północnej obwodnicy Nowogardu, Południowej Obwodnicy Słupska oraz zachodniej Obwodnicy Trójmiasta, Rzęśnica – Goleniów oraz Goleniów - Koszalin droga posiada status drogi ekspresowej. Obwodnica Trójmiasta, południowa obwodnica Słupska oraz odcinek Goleniów - Koszalin jest oznakowana jako S6, natomiast odcinek Rzęśnica – Goleniów jest jednocześnie odcinkiem wspólnym z drogą nr 3 i oznakowany jako S3.

## Ważniejsze miejscowości leżące na drodze krajowej nr 6

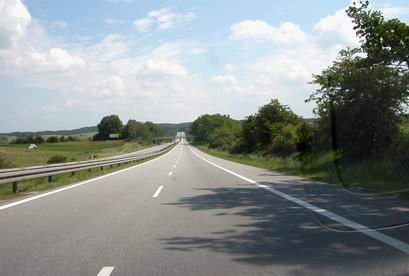
Widok na A6 w kierunku wschodnim, ok. km 10+800.
W pobliżu (km 11+156) powstał węzeł Klucz z drogą S3.

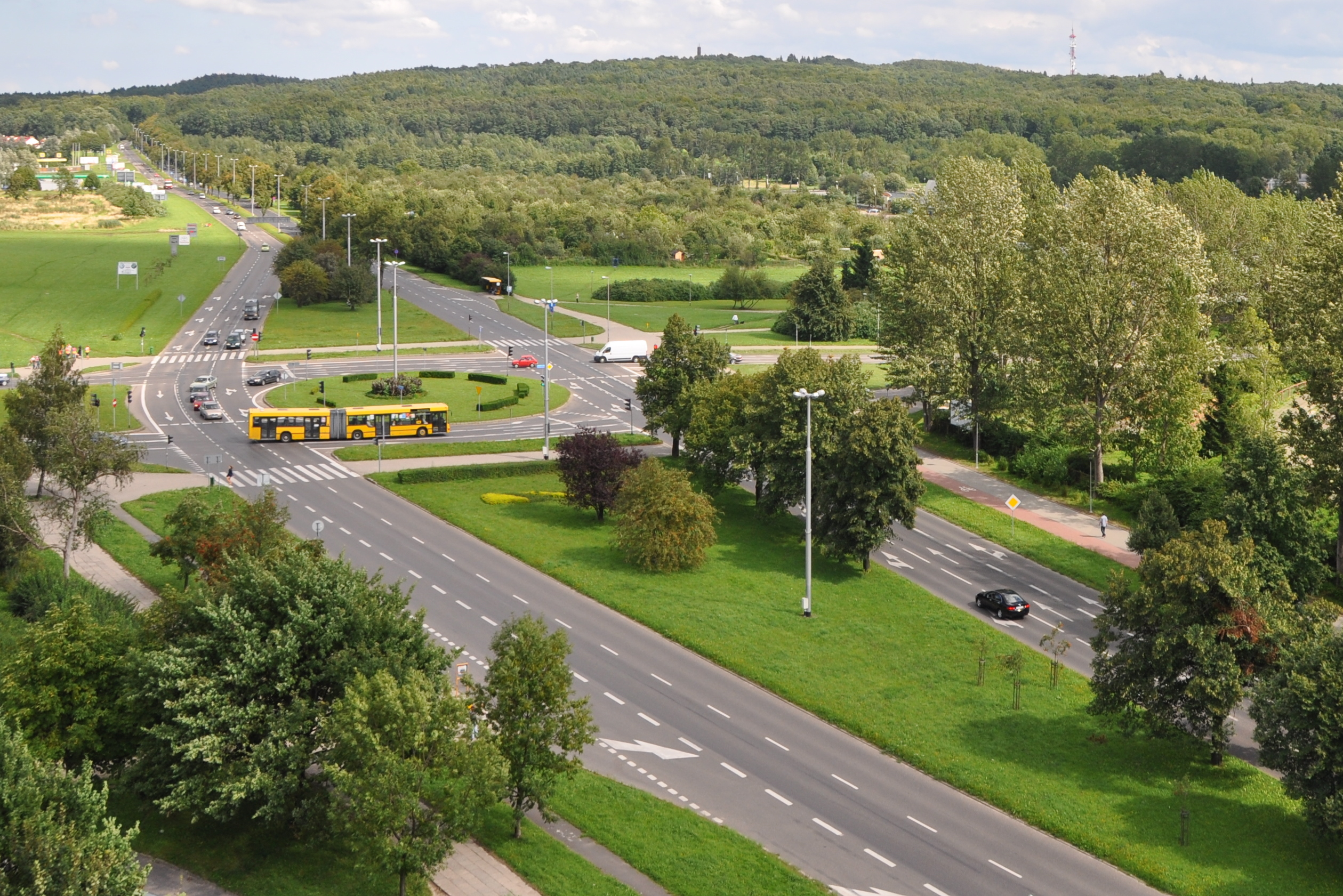
Trasa wjazdowa do Koszalina (2010)

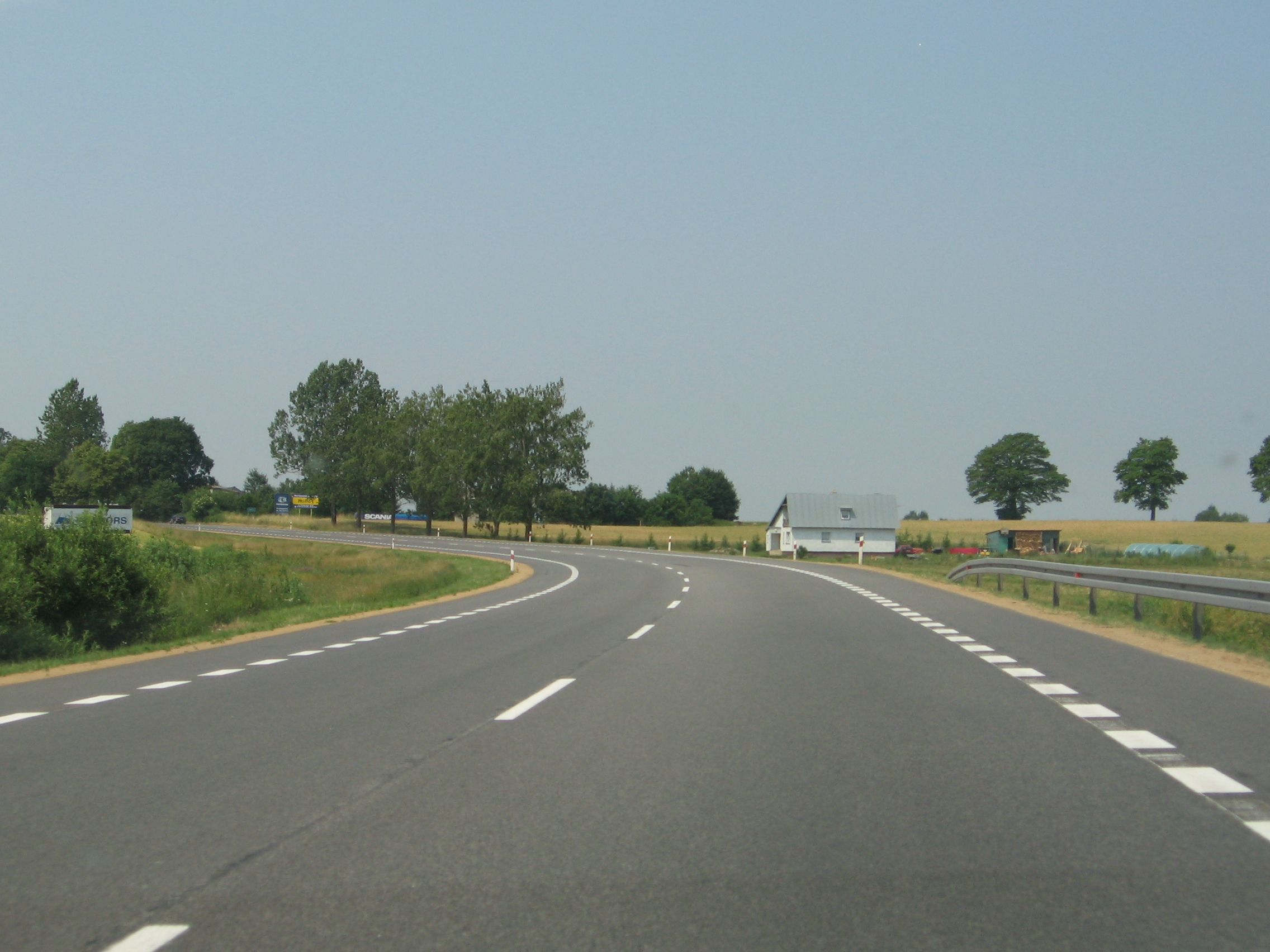
Droga nr 6 w okolicy Słupska

- Kołbaskowo (DK13) – granica z Niemcami –  obwodnica A6
- Szczecin (droga ekspresowa S3, DK10, DK31) – obwodnica A6
- Goleniów – obwodnica S3/S6
- Nowogard – obwodnica S6
- Płoty – obwodnica S6
- Kołobrzeg (DK11) – obwodnica S6
- Koszalin (S11) - obwodnica S6
- Sianów – obwodnica S6
- Sławno - obwodnica S6 w budowie
- Słupsk (DK21) – obwodnica S6
- Lębork - obwodnica S6 w budowie
- Gdynia (DK20) – obwodnica S6
- Gdańsk (S7) – obwodnica S6
- Pruszcz Gdański - obwodnica S6
- Rusocin (A1, DK91) – obwodnica S6/DK6